# Soberanía aborigen australiana

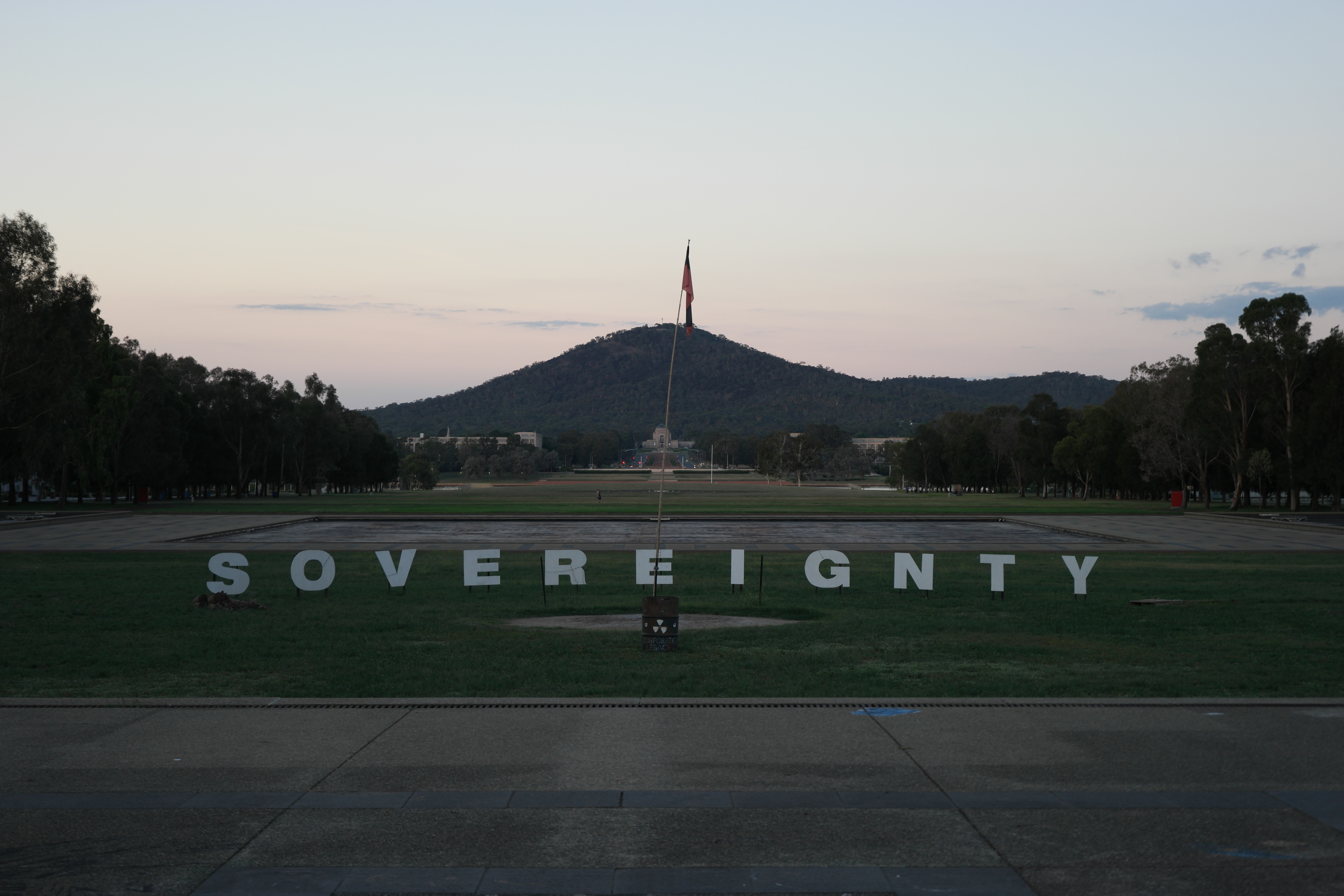
Signo de soberanía aborigen "Aboriginal Tent Embassy", Canberra, Australia

La soberanía aborigen australiana es un movimiento político entre los indígenas australianos y apoyado por otros en el siglo XX, que pide el control de partes de Australia por los pueblos indígenas.
Como en el caso de muchos otros países donde los pueblos nativos fueron desplazados por los europeos, como en Nueva Zelanda, los Estados Unidos y Canadá, el tema es complicado y controvertido.

La primera de estas iniciativas fue establecida en 1972, la llamada Aboriginal Tent Embassy en Canberra. En 2013, miembros del clan Murrawarri declararon la independencia la República Murrawarri en los territorios ancestrales de este grupo. En 2014, varias decenas de miembros del clan Yidindji renunciaron a su condición de ciudadanos australianos, estableciendo el Sovereign Yidindji Government, liderado por Murrumu Walubara Yidindji.